# Archidium rehmannii
Archidium rehmannii là một loài rêu trong họ Archidiaceae. Loài này được Mitt. mô tả khoa học đầu tiên năm 1886.